# هانز مينهاردت
هانز مينهاردت (بالألمانية: Hans Meinhardt ) (و. 1938 – 2016 م) هو فيزيائي من ألمانيا .
توفي عن عمر يناهز 78 عاماً.